# Ewa Symonides
Ewa Luiza Symonides (ur. 19 kwietnia 1944 w Lisewie) – polska biolog, profesor nauk biologicznych, w latach 2002–2004 podsekretarz stanu w Ministerstwie Środowiska i Główny Konserwator Przyrody.

## Życiorys
Ukończyła szkołę podstawową w Kowalewie Pomorskim (1957). Absolwentka Wydziału Biologii i Nauk o Ziemi Uniwersytetu Mikołaja Kopernika. W 1972 uzyskała stopień doktora nauk przyrodniczych w UMK, a w 1978 – stopień doktora habilitowanego nauk przyrodniczych w zakresie ekologii na Uniwersytecie Warszawskim. Tytuł naukowy profesora otrzymała 1 grudnia 1987, od 1991 jest profesorem zwyczajnym. Specjalizuje się w zakresie ekologii roślin. W latach 1966–1974 była pracownikiem naukowym UMK, następnie do 1976 pracowała w Instytucie Botaniki PAN w Krakowie. Od 1977 jest związana z Wydziałem Biologii Uniwersytetu Warszawskiego, gdzie pełniła funkcje: kierownika Zakładu Ekologii Roślin i Ochrony Przyrody (od 1980) dyrektora Instytutu Botaniki (1980–1986) i dziekana (1993–1999); od 1996 do 2000 była również członkiem senatu uczelni. Autorka ponad 160 publikacji i ok. 20 ekspertyz z zakresu ochrony przyrody. Przebywała w charakterze visiting professor w zagranicznych placówkach naukowych, m.in. w Wielkiej Brytanii, Holandii, Stanach Zjednoczonych, Australii, Wietnamie. 
Członek międzynarodowych i krajowych organizacji oraz towarzystw naukowych (m.in. INTECOL, International Society for Plant Population Biologists, International Association for Vegetation Science, Towarzystwa Naukowego Warszawskiego, Polskiego Towarzystwa Botanicznego, Polskiego Towarzystwa Ekologicznego) oraz Komitetów Naukowych PAN (Komitetu Botaniki PAN, Komitetu Ekologii PAN, Komitetu Ochrony Przyrody PAN, Komitetu Badań Naukowych, Komitetu Biotechnologii PAN, Komitetu Biologii Ewolucyjnej i Teoretycznej PAN oraz Komitecie Prognoz „Polska 2000 Plus”). Ponadto sprawowała funkcje przewodniczącej lub członka Rady Naukowej Instytutu Ekologii PAN, Instytutu Botaniki PAN, Instytutu Nauk Fizyczno-Geograficznych PAN, a także zastępcy redaktora naczelnego lub członka redakcji czasopism „Journal of Vegetation Science”, „Wiadomości Ekologicznych” i „Ekologii Polskiej” oraz przewodniczącej rady redakcyjnej „Wiadomości Ekologicznych” i członka rady redakcyjnej „Acta Societatis Botanicorum Poloniae”. Przez kilka lat była członkiem Zarządu Głównego Komitetu Olimpiady Biologicznej i członkiem jury w konkursach Fundacji na Rzecz Dzieci. Była wiceprzewodniczącą komitetu sterującego Fundusz na Rzecz Globalnego Środowiska GEF (Global Environmental Facility) w ramach Programu Środowiskowego Narodów Zjednoczonych.
W latach 1990–2000 zastępca przewodniczącego i przewodnicząca Państwowej Rady Ochrony Przyrody. Członek Rady Naukowej Bieszczadzkiego Parku Narodowego (1992–1995) i Słowińskiego Parku Narodowego (od 1989), a także Rady Naukowej LKP „Puszcza Białowieska” (1996–1998). Była zastępcą przewodniczącego Komitetu Sterującego ds. Krajowej Strategii Różnorodności Biologicznej (1997–1998). W latach 1993–1998 koordynator prac nad ogólnokrajowym monitoringiem przyrodniczym. W rządzie Leszka Millera od 2002 piastowała funkcję podsekretarza stanu w Ministerstwie Środowiska i Głównego Konserwatora Przyrody, pełniła je także w dwóch rządach Marka Belki. 31 lipca 2004 odwołana ze stanowiska.

## Odznaczenia
W swojej karierze otrzymała m.in. nagrodę Ministra Nauki, Szkolnictwa Wyższego i Techniki za pracę doktorską, nagrodę Wydziału II Polskiej Akademii Nauk za rozprawę habilitacyjną, nagrodę Ministra Ochrony Środowiska, Zasobów Naturalnych i Leśnictwa za współautorstwo książki „Słowiński Park Narodowy” (1995) oraz za szczególne zasługi dla ochrony przyrody (1997). Odznaczona: Odznaką honorową „Za Zasługi dla Ochrony Środowiska i Gospodarki Wodnej” (1996), Odznaczeniem Kapituły Zarządu Głównego LOP „Złote Serce Przyrodzie” oraz Kordelasem Leśnika Polskiego za szczególne zasługi dla leśnictwa (2000).